# Aci Sant'Antonio
Aci Sant'Antonio est une commune italienne de la province de Catane dans la région Sicile en Italie.

## Toponymie
Jaci Sant'Antoniu en sicilien.

## Histoire

### Personnalités de la commune
- Gaetano d'Agata (1883-1949), photographe né à Aci Sant'Antonio.

## Administration
| Période                                  | Période | Identité | Étiquette | Qualité |
| ---------------------------------------- | ------- | -------- | --------- | ------- |
|                                          |         |          |           |         |
| Les données manquantes sont à compléter. |         |          |           |         |

### Hameaux
S.Maria la Stella, Monterosso Etneo, Lavinaio, Lavina

### Communes limitrophes
Aci Bonaccorsi, Aci Catena, Acireale, Valverde, Viagrande, Zafferana Etnea